# Bumbacco-trófea
A Bumbacco-trófea egy díj, melyet az Ontario Hockey League nyugati divízió bajnoka kap. A díjat 1994–1995-ben alapították, amikor a ligát további három divízióra szedték szét. A nevét a Sault Ste. Marie Greyhounds általános menedzseréről, Angelo Bumbaccoról kapta.

## A győztesek
| Szezon    | Győztes                     | Pont | #      |
| --------- | --------------------------- | ---- | ------ |
| 2016–2017 | Sault Ste. Marie Greyhounds | 100  | 6      |
| 2015–2016 | Sarnia Sting                | 91   | 2      |
| 2014–2015 | Sault Ste. Marie Greyhounds | 110  | 5      |
| 2013–2014 | Sault Ste. Marie Greyhounds | 95   | 4      |
| 2012–2013 | Plymouth Whalers            | 93   | 9 (11) |
| 2011–2012 | Plymouth Whalers            | 97   | 8 (10) |
| 2010–2011 | Saginaw Spirit              | 86   | 1      |
| 2009–2010 | Windsor Spitfires           | 106  | 2      |
| 2008–2009 | Windsor Spitfires           | 115  | 1      |
| 2007–2008 | Sault Ste. Marie Greyhounds | 94   | 3      |
| 2006–2007 | Plymouth Whalers            | 103  | 7 (9)  |
| 2005–2006 | Plymouth Whalers            | 75   | 6 (8)  |
| 2004–2005 | Sault Ste. Marie Greyhounds | 76   | 2      |
| 2003–2004 | Sarnia Sting                | 82   | 1      |
| 2002–2003 | Plymouth Whalers            | 97   | 5 (7)  |
| 2001–2002 | Plymouth Whalers            | 92   | 4 (6)  |
| 2000–2001 | Plymouth Whalers            | 96   | 3 (5)  |
| 1999–2000 | Plymouth Whalers            | 95   | 2 (4)  |
| 1998–1999 | Plymouth Whalers            | 106  | 1 (3)  |
| 1997–1998 | London Knights              | 85   | 1      |
| 1996–1997 | Sault Ste. Marie Greyhounds | 88   | 1      |
| 1995–1996 | Detroit Whalers             | 84   | 1 (2)  |
| 1994–1995 | Detroit Junior Red Wings    | 92   | 1      |